# Румунија на Европском првенству у атлетици на отвореном 2016.
Румунија је учествовала на 23. Европском првенству у атлетици на отвореном 2016. одржаном у Амстердаму од 6. до 10. августа. Ово је двадесет прво европско првенство у атлетици на отвореном на коме је Румунија учествовала. Репрезентацију Румуније представљало је 22 спортиста (8 мушкараца и 14 жена) који су се такмичили у 14 дисциплина (5 мушких и 9 женских).
На овом првенству Румунија није освојила ниједну медаљу. У табели успешности према броју и пласману такмичара који су учествовали у финалним такмичењима (првих 8 такмичара) Румунија је са 4 учесника у финалу заузела 29. место са 10 бодова.
| Пл. | Земља    | 1. место | 2. место | 3. место | 4. место | 5. место | 6. место | 7. место | 8. место | Бр. фин. | Бодови |
| --- | -------- | -------- | -------- | -------- | -------- | -------- | -------- | -------- | -------- | -------- | ------ |
| 29. | Румунија | -        | -        | -        | -        | 1-4      | 1-3      | 1-2      | 1-1      | 4        | 10     |

## Учесници
| Мушкарци: - Јонут Андреј Неагое — 200 м, 4 х 100 м - Маријус Јонеску — Полумаратон - Данијел Будин — 4 х 100 м - Јоан Андреј Мелническу — 4 х 100 м - Каталин Кампеану — 4 х 100 м - Маријан Опреа — Троскок - Андреј Тоадер — Бацање кугле - Андреј Гаг — Бацање кугле | Жене: - Андреја Оргазеану — 100 м - Аделина Пастор — 400 м, 4 х 400 м - Санда Белгиан — 400 м, 4 х 400 м - Флорина Пјердевара — 800 м, 1.500 м - Клаудија Бобочеа — 800 м, 1.500 м - Моника Мадалина Флореа — Полумаратон - Паула Тодоран — Полумаратон - Андреа-Алина Писку — Полумаратон - Лилиана Марија Данци — Полумаратон - Анамарија Нестериук — 100 м препоне - Анкута Бобокел — 3.000 м препреке - Анамарија Јонита — 4 х 400 м - Андреа Миклош — 4 х 400 м - Елена Панцуроју — Троскок |  |

## Резултати

### Мушкарци
| Атлетичар              | Дисциплина   | Лични рекорд | Квалификације | Квалификације | Полуфинале           | Полуфинале           | Финале                | Финале       | Детаљи |
| Атлетичар              | Дисциплина   | Лични рекорд | Резултат      | Место         | Резултат             | Место                | Резултат              | Место        | Детаљи |
| ---------------------- | ------------ | ------------ | ------------- | ------------- | -------------------- | -------------------- | --------------------- | ------------ | ------ |
| Јонут Андреј Неагое    | 200 м        | 20,92        | 21,18         | 3. у гр. 2    | Није се квалификовао | Није се квалификовао | Није се квалификовао  | 28 / 35      |        |
| Маријус Јонеску        | Полумаратон  | 1:03:20      |               |               |                      |                      | 1:05:21               | 25 / 84 (92) |        |
| Данијел Будин          | 4 х 100 м    | 39,47 НР     | 39,98         | 8. у гр. 2    |                      |                      | Нису се квалификовали | 13 / 15 (16) |        |
| Јоан Андреј Мелническу | 4 х 100 м    | 39,47 НР     | 39,98         | 8. у гр. 2    |                      |                      | Нису се квалификовали | 13 / 15 (16) |        |
| Јонут Андреј Неагоје²  | 4 х 100 м    | 39,47 НР     | 39,98         | 8. у гр. 2    |                      |                      | Нису се квалификовали | 13 / 15 (16) |        |
| Каталин Кимпеану²      | 4 х 100 м    | 39,47 НР     | 39,98         | 8. у гр. 2    |                      |                      | Нису се квалификовали | 13 / 15 (16) |        |
| Маријан Опреа          | Троскок      | 17,81 НР     | 15,40         | 13. у гр. Б   | 27 / 27              |                      | Нису се квалификовали |              |        |
| Андреј Тоадер          | Бацање кугле | 20,54        | 20,00 кв      | 5. у гр. А    | 20,26                | 6 / 27 (29)          |                       |              |        |
| Андреј Гаг             | Бацање кугле | 20,96 НР     | 19,49         | 8. у гр. Б    | Није се квалификовао | 16 / 27 (29)         |                       |              |        |

- Такмичари у штафети обележени бројем трчали су и у појединачним дисциплинама.

### Жене
| Атлетичарка            | Дисциплина       | Лични рекорд | Квалификације      | Квалификације      | Полуфинале            | Полуфинале            | Финале                | Финале                | Детаљи |
| Атлетичарка            | Дисциплина       | Лични рекорд | Резултат           | Место              | Резултат              | Место                 | Резултат              | Место                 | Детаљи |
| ---------------------- | ---------------- | ------------ | ------------------ | ------------------ | --------------------- | --------------------- | --------------------- | --------------------- | ------ |
| Андреја Оргазеану      | 100 м            | 11,31        | 11,73              | 6. у гр. 2         | Није се квалификовала | Није се квалификовала | Није се квалификовала | 28 / 31               |        |
| Аделина Пастор         | 400 м            | 52,44        | 53,03 КВ, ЛРС      | 3. у гр. 2         | 52,90                 | 5. у гр. 2            | Није се квалификовала | 17 / 30 (31)          |        |
| Санда Белгиан          | 400 м            | 52,47        | 54,33              | 5. у гр. 3         | Није се квалификовала | Није се квалификовала | Није се квалификовала | 26 / 30 (31)          |        |
| Флорина Пјердевара     | 800 м            | 2:00,91      | 2:04,28 кв         | 5. у гр. 3         | 2:02,75               | 5. у гр. 3            | Није се квалификовала | 16 / 24               |        |
| Клаудија Бобочеа       | 800 м            | 2:01,49      | Није завршила трку | Није завршила трку | Није се квалификовала | Није се квалификовала | Није се квалификовала | Није се квалификовала |        |
| Моника Мадалина Флореа | Полумаратон      | 1:15:51      |                    |                    |                       |                       | 1:11:56               | 7 / 81 (90)           |        |
| Паула Тодоран          | Полумаратон      | 1:12:59      | 1:13:16 ЛРС        | 22 / 81 (90)       |                       |                       |                       |                       |        |
| Андреа-Алина Писку     | Полумаратон      | 1:17:07      | 1:15:47 ЛР         | 45 / 81 (90)       |                       |                       |                       |                       |        |
| Лилиана Марија Данци   | Полумаратон      | 1:15:30      | Није завршила трку | Није завршила трку |                       |                       |                       |                       |        |
| Анамарија Нестериук    | 100 м препоне    | 13,28        | 13,41              | 6. у гр. 3         | Није се квалификовала | Није се квалификовала | Није се квалификовала | 31 / 36 (38)          |        |
| Анкута Бобокел         | 3.000 м препреке | 9:25,70      | 9:48,91            | 9. у гр. 2         |                       |                       | Није се квалификовала | 17 / 26 (28)          |        |
| Аделина Пастор²        | 4 х 400 м        | 3:25,68 НР   | 3:29,08 кв, НРС    | 4. у гр. 2         | 3:30,63               | 8 / 16                |                       |                       |        |
| Анамарија Јонита       | 4 х 400 м        | 3:25,68 НР   | 3:29,08 кв, НРС    | 4. у гр. 2         | 3:30,63               | 8 / 16                |                       |                       |        |
| Санда Белгиан²         | 4 х 400 м        | 3:25,68 НР   | 3:29,08 кв, НРС    | 4. у гр. 2         | 3:30,63               | 8 / 16                |                       |                       |        |
| Андреа Миклош          | 4 х 400 м        | 3:25,68 НР   | 3:29,08 кв, НРС    | 4. у гр. 2         | 3:30,63               | 8 / 16                |                       |                       |        |
| Елена Панцуроју        | Троскок          | 15,16        | 13,63              | 7. у гр. А         | Није се квалификовала | 16 / 22               |                       |                       |        |

- Такмичарке у штафети обележене бројем трчале су и у појединачним дисциплинама.